# Berserk and the Band of the Hawk
Pour les articles homonymes, voir Berserk (homonymie).
Berserk and the Band of the Hawk est un jeu vidéo de type hack 'n' slash développé par Omega Force et édité par Koei Tecmo Games, sur Windows, PlayStation 3, PlayStation 4 et PlayStation Vita.
Il est basé sur le manga Berserk.

## Accueil
- Canard PC : 5/10[1]